# NCIS (15.ª temporada)
A décima quinta temporada de NCIS estreou em 26 de setembro de 2017, no EUA, e encerrada em 22 de maio de 2018, num total de 24 episódios.
A série gira em volta da equipe ficcional de agentes especiais do NCIS, o qual conduzem investigações criminais envolvendo Marinha dos Estados Unidos e o Corpo de Fuzileiros Navais dos Estados Unidos. A série foi renovada para a 14ª e 15ª temporadas pela CBS em 29 de fevereiro de 2016.

## Elenco
|  | Principal |  | Recorrente |

| Personagem               | Ator/atriz        | Cargo                                                          | Cargo |
| ------------------------ | ----------------- | -------------------------------------------------------------- | ----- |
| Leroy Jethro Gibbs       | Mark Harmon       | Agente Especial Supervisor                                     |       |
| Timothy McGee            | Sean Murray       | Agente Especial Sênior                                         |       |
| Eleanor "Ellie" Bishop   | Emily Wickersham  | Agente Especial                                                |       |
| Abby Sciuto              | Pauley Perrette   | Especialista Forense (até o episódio 22)                       |       |
| Leon Vance               | Rocky Carroll     | Diretor do NCIS                                                |       |
| Donald "Ducky" Mallard   | David McCallum    | Médico Legista Chefe                                           |       |
| Jimmy Palmer             | Brian Dietzen     | Médico Legista Assistente                                      |       |
| Nicholas "Nick" Torres   | Wilmer Valderrama | Agente Especial                                                |       |
| Jacqueline "Jack" Sloane | Maria Bello       | Agente Especial e Analista Comportamental                      |       |
| Clayton Reeves           | Duane Henry       | Agente do Serviço Secreto Britânico (MI-6) (até o episódio 22) |       |
| Tobias Fornell           | Joe Spano         | Investigador particular e ex-Agente Senior do FBI              |       |
| Delilah Fielding-McGee   | Margo Harshman    | Analista do Departamento de Defesa e esposa de Tim McGee       |       |
| Dra. Grace Confalone     | Laura San Giacomo | Psicóloga do NCIS                                              |       |
| Anthony DiNozzo Sr.      | Robert Wagner     | Pai do ex-Agente Tony DiNozzo                                  |       |
| Kasie Hines              | Diona Reasonover  | Perita forense e assistente de Graduação de Ducky              |       |
| Alejandro Rivera         | Marco Sanchez     | Inimigo de Gibbs e filho do assassino de sua família           |       |
| Robert King              | Peter Jason       | Especialista em armas biológicas e desafeto de Abby Sciuto     |       |

## Episódios
A 15a. temporada de NCIS foi marcada pela despedida da personagem Abigail "Abby" Sciuto, motivada pela decisão da atriz Pauley Perrette em deixar o programa. A aparição final da personagem ocorreu no episódio nº 22. Também o ator Duane Henry deixou a série após esse episódio, com a morte de seu personagem Clayton Reeves.
A temporada também marcou a estreia da personagem Jacqueline "Jack" Sloane (Maria Bello), em substituição a Alex Quinn (Jennifer Esposito). Outro evento marcante foi o nascimento dos filhos de Timothy McGee (Sean Murray) e Delilah Fielding (Margo Harshman).
O único arco dramático da temporada referiu-se ao esforço da equipe em incriminar e capturar o serial killer Gabriel Hicks. Outros episódios, incluindo o season finale, visaram revelar fatos sobre o obscuro passado da personagem "Jack" Sloane.
| Seq. | Episódios | Título                     | Direção             | Escrito por                                                                       | Data de exibição        | Audiência EUA (em milhões) |
| --- | --------- | -------------------------- | ------------------- | --------------------------------------------------------------------------------- | ----------------------- | -------------------------- |
| 331 | 1         | "House Divided"            | Tony Wharmby        | Steven D. Binder                                                                  | 26 de setembro de 2017  | 13.29                      |
| A equipe do NCIS continuam a procurar Gibbs e McGee dois meses depois de terem desaparecido a lutar contra rebeldes no Paraguai. Bishop assume o comando das investigações enquanto o diretor Vance encara uma comissão de inquérito do Senado. Personagem recorrente: Margo Harshman como Delilah Fielding-McGee |           |                            |                     |                                                                                   |                         |                            |
| 332 | 2         | "Twofer"                   | James Whitmore, Jr. | Scott Williams                                                                    | 3 de outubro de 2017    | 13.50                      |
| A equipe investiga a morte de um Tenente da Marinha cujo corpo foi encontrado em um cemitério local. Gibbs e McGee devem passar por uma avaliação psicológica antes de reassumir suas funções. Personagem recorrente: Laura San Giacomo como Dra. Grace Confalone |           |                            |                     |                                                                                   |                         |                            |
| 333 | 3         | "Exit Strategy"            | Terrence O'Hara     | Christopher J. Waild                                                              | 10 de outubro de 2017   | 13.30                      |
| Durante uma tocaia conjunta com o Departamento de Polícia, o parceiro de Torres desaparece, e a investigação subsequente leva o NCIS a descobrir novas evidências de um assassinato de anos atrás. Ducky recebe um convite que poderá afastá-lo de suas atividades no NCIS. |           |                            |                     |                                                                                   |                         |                            |
| 334 | 4         | "Skeleton Crew"            | Rocky Carrol        | Jennifer Corbett                                                                  | 17 de outubro de 2017   | 12.85                      |
| O Diretor Vance agrega à equipe a Agente Jack Sloane, uma psicóloga forense trazida por ele da Califórnia. Durante uma forte tempestade que causa um blecaute em Washington, a equipe investiga o sequestro de uma marinheira. Observação: primeira aparição de Jacqueline "Jack" Sloane. |           |                            |                     |                                                                                   |                         |                            |
| 335 | 5         | "Fake It 'Til You Make It" | Thomas J. Wright    | David J. North                                                                    | 17 de outubro de 2017   | 13.30                      |
| Clay é testemunha do sequestro de sua amiga da reabilitação e o NCIS entra no caso quando descobre-se que o namorado da vítima, o principal suspeito, fugiu do trabalho com dados secretos da marinha. |           |                            |                     |                                                                                   |                         |                            |
| 336 | 6         | "Trapped"                  | Bethany Rooney      | Brendan Fehliy                                                                    | 31 de outubro de 2017   | 12.11                      |
| O time deve encontrar o assassino de um oficial da Marinha que trabalha em um clube de Golf. Jimmy convence a equipe a doar para a caridade, mas Torres erra no valor e bloqueia seu cartão. |           |                            |                     |                                                                                   |                         |                            |
| 337 | 7         | "Burden of Proof"          | Dennis Smith        | Gina Lucita Monreal                                                               | 7 de novembro de 2017   | 13.47                      |
| Gibbs começa sua própria investigação quando um criminoso condenado em uma investigação do NCIS e do FBI jura ser inocente. As novas descobertas colocam em jogo a carreira de Fornell, amigo próximo de Gibbs. Personagem recorrente: Joe Spano como o Agente do FBI Tobias Fornell. |           |                            |                     |                                                                                   |                         |                            |
| 338 | 8         | "Voices"                   | Tony Wharmby        | Steven D. Binder                                                                  | 14 de novembro de 2017  | 13.08                      |
| Uma pessoa de interesse do NCIS em um caso de roubo e fraude é encontrada morta depois que uma corredora é levada até o seu corpo por uma voz estranha. McGee e Delilah não conseguem se decidir entre descobrir o sexo do bebê ou esperar a surpresa. Personagem recorrente: Muse Watson como Mike Franks |           |                            |                     |                                                                                   |                         |                            |
| 339 | 9         | "Ready or Not"             | Terrence O’Hara     | Scott Williams                                                                    | 21 de novembro de 2017  | 12.54                      |
| Os planos do Dia de Ação de Graças da equipe são suspensos enquanto eles procuram um negociante internacional de armas na capital, que recentemente assassinou um agente do MI6, amigo de Jack Sloane. Enquanto isso, Abby corre com Delilah para o hospital quando ela entra em processo de parto três semanas antes do previsto. Personagem recorrente: Margo Harshman como Delilah Fielding-McGee. |           |                            |                     |                                                                                   |                         |                            |
| 340 | 10        | "Double Down"              | Alrick Riley        | Christopher J. Waild                                                              | 12 de dezembro de 2017  | 12.58                      |
| Torres e Sloane fazem a escolta do senador americano John Phillips no Afeganistão durante o final de ano, mas devem logo retornar aos Estados Unidos depois de descobrir que o filho do senador está na UTI. Enquanto isso, Gibbs e a equipe investigam o incidente que colocou a vida filho do senador em risco. |           |                            |                     |                                                                                   |                         |                            |
| 341 | 11        | "High Tide"                | Tony Wharmby        | David J. North & Steven D. Binder                                                 | 2 de janeiro de 2018    | 14.10                      |
| Torres e Bishop se disfarçam como um casal criminoso disponível para serviços durante uma operação do NCIS que visa o tráfico ilegal de drogas na marina de Norfolk. |           |                            |                     |                                                                                   |                         |                            |
| 342 | 12        | "Dark Secrets"             | Bethany Rooney      | George Schenck & Frank Cardea                                                     | 9 de janeiro de 2018    | 14.24                      |
| Depois que uma Tenente da Marinha aparentemente feliz e bem sucedida parece ter tirado a própria vida, Gibbs e a equipe realizam uma investigação minuciosa, entrevistando familiares e amigos de seu passado e presente, e chegam a descobertas chocantes. Participação Especial: Patrick Labyorteaux como Capitão da JAG Bud Roberts Jr. |           |                            |                     |                                                                                   |                         |                            |
| 343 | 13        | "Family Ties"              | Rocky Carroll       | Brendan Fehily                                                                    | 23 de janeiro de 2018   | 13.97                      |
| Após McGee e Torres vistarem a casa de uma estudante que testemunhou um atropelamento e fuga, os pais da garota fogem com ela. Enquanto isso, a filha de Vance é detida por furto. Personagem recorrente: Naomi Grace como Kayla Vance |           |                            |                     |                                                                                   |                         |                            |
| 344 | 14        | "Keep Your Friends Close"  | Mark Horowitz       | Gina Lucida Monreal                                                               | 6 de fevereiro de 2018  | 13.90                      |
| Depois que o corpo de um comandante desaparecido da Marinha é encontrado, Vance ordena a Gibbs e ao time que trabalhem com o ex-agente do FBI e agora investigador particular Tobias Fornell. Enquanto isso, Bishop e Torres entrevistam o consultor de investimentos condenado Albert Hathaway quando a vítima é ligada a seu polêmico julgamento. Personagem recorrente: Joe Spano como Tobias Fornell Participação especial: Kevin Pollak                                                                           |           |                            |                     |                                                                                   |                         |                            |
| 345 | 15        | "Keep Your Enemies Closer" | Thomas J. Wright    | Jennifer Corbett                                                                  | 27 de fevereiro de 2018 | 12.45                      |
| O NCIS faz um acordo com o assassino condenado Paul Triff (do episódio 14.17 - What Lies Above) para que ele passe 48 horas em sua antiga residência, agora lar da família McGee, em troca de informações que possam condenar seu antigo companheiro de cela, Gabriel Hicks, o serial killer que enganou Gibbs e Fornell. Personagem recorrente: Joe Spano como Tobias Fornell |           |                            |                     |                                                                                   |                         |                            |
| 346 | 16        | "Handle With Care"         | Alrick Riley        | Matthew R. Jarrett & Scott J. Jarrett                                             | 6 de março de 2018      | 12.92                      |
| Gibbs e a equipe trabalham para limpar o nome de um Sargento aposentado da Marinha, depois que cianeto é encontrado em um entre centenas de pacotes de ajuda enviados por ele para Fuzileiros em missão. |           |                            |                     |                                                                                   |                         |                            |
| 347 | 17        | "One Man's Trash"          | Michael Zinberg     | Scott Williams                                                                    | 13 de março de 2018     | 13.26                      |
| Gibbs e Ducky veem na televisão um artefato antigo que pode ter sido a arma de um crime de 16 anos atrás. Nota 1: primeira aparição de Kasie Hines. Nota 2: o episódio tem a aparição especial de Mike Wolfe, apresentador do programa American Pickers ("Caçadores de Relíquias"), interpretando a si mesmo. |           |                            |                     |                                                                                   |                         |                            |
| 348 | 18        | "Death From Above"         | Rocky Carroll       | Christopher J. Waild                                                              | 27 de março de 2018     | 11.94                      |
| O quartel-general do NCIS é evacuado após a equipe descobrir um corpo e explosivos no teto da sala do esquadrão. Personagem recorrente: Robert Wagner como Anthony DiNozzo Sr. |           |                            |                     |                                                                                   |                         |                            |
| 349 | 19        | "The Numerical Limit"      | Leslie Libman       | David J. North & Steven D. Binder                                                 | 3 de abril de 2018      | 12.23                      |
| Gibbs recebe a custódia de uma refugiada órfã de 10 anos, Elena, quando um caso do NCIS revela que ela é alvo de uma gangue violenta. |           |                            |                     |                                                                                   |                         |                            |
| 350 | 20        | "Sight Unseen"             | Bethany Rooney      | Brendan Fehily                                                                    | 17 de abril de 2018     | 11.58                      |
| O NCIS procura por um sub-oficial suspeito de assalto que escapou quando a viatura que o transportava caiu em um lago. Torres trabalha com uma testemunha, uma jovem cega que ouviu uma evidência chave para a investigação. |           |                            |                     |                                                                                   |                         |                            |
| 351 | 21        | "One Step Forward"         | James Withmore, Jr. | Gina Lucita Monreal                                                               | 1 de maio de 2018       | 12.35                      |
| Uma mulher pede a Gibbs que investigue o assassinato de sua mãe, uma veterana da Marinha, pois acredita que as autoridades indiciaram a pessoa errada. Abby ganha uma reserva para duas pessoas num restaurante luxuoso e precisa decidir qual colega levar para acompanhá-la. O episódio finaliza com um cliffhanger. |           |                            |                     |                                                                                   |                         |                            |
| 352 | 22        | "Two Steps Back"           | Michael Zinberg     | Jennifer Corbett                                                                  | 8 de maio de 2018       | 15.04                      |
| Quando a evidência revela que um dos membros da equipe foi vítima de um pistoleiro, a equipe deve investigar casos antigos para determinar quem está buscando vingança. Nota: último episódio de Abigail "Abby" Sciuto e Clayton Reeves. Personagens recorrentes: Joe Spano como Tobias Fornell, Laura San Giacomo como Dra. Grace Confalone e Marco Sanchez como Alejandro Rivera Personagens recorrentes em flashbacks: Sasha Alexander como Caitlin "Kate" Todd e Michael Weatherly como Anthony "Tony" DiNozzo Jr. |           |                            |                     |                                                                                   |                         |                            |
| 353 | 23        | "Fallout"                  | Michael Zinberg     | Story by: Christopher J. Waild Teleplay by: David J. North & Christopher J. Waild | 15 de maio de 2018      | 12.71                      |
| Ao participar do funeral de um Capitão da Marinha dado como perdido no mar, Gibbs descobre que a vítima sobreviveu ao ataque a seu barco e está escondido em um abrigo no porão de sua casa. Personagem recorrente: Diona Reasonover como Kasie Hines |           |                            |                     |                                                                                   |                         |                            |
| 354 | 24        | "Date With Destiny"        | Tony Wharmby        | George Schenk & Frank Cardea & Scott A. Williams                                  | 22 de maio de 2018      | 12.07                      |
| Sloane está convencida de que o homem que a manteve refém e a torturou anos atrás no Afeganistão, e que teria morrido após seu resgate, está vivo. Vance e Gibbs temem que ela esteja disposta a arriscar tudo para destruir esse homem. Personagem recorrente: Diona Reasonover como Kasie Hines |           |                            |                     |                                                                                   |                         |                            |

## Audiência
| №  | Título                     | Exibição original      | Rating/share (18–49) | Audiência (em milhões) | DVR (18–49)    | Audiência em DVR (milhões) | Total (18–49)  | Audiência total (em milhões) |
| -- | -------------------------- | ---------------------- | -------------------- | ---------------------- | -------------- | -------------------------- | -------------- | ---------------------------- |
| 1  | "House Divided"            | 26 de setembro de 2017 | 1.6/6                | 13.29                  | 0.9            | 4.13                       | 2.5            | 17.42                        |
| 2  | "Twofer"                   | 3 de outubro de 2017   | 1.4/5                | 13.50                  | 0.8            | 3.89                       | 2.2            | 17.40                        |
| 3  | "Exit Strategy"            | 10 de outubro de 2017  | 1.4/6                | 13.60                  | 0.8            | 3.79                       | 2.2            | 17.40                        |
| 4  | "Skeleton Crew"            | 17 de outubro de 2017  | 1.4/5                | 12.85                  | 0.8            | 4.13                       | 2.2            | 16.98                        |
| 5  | "Fake It 'til You Make It" | 24 de outubro de 2017  | 1.4/5                | 13.30                  | 0.7            | 3.84                       | 2.1            | 17.14                        |
| 6  | "Trapped"                  | 31 de outubro de 2017  | 1.2/5                | 12.11                  | por determinar | por determinar             | por determinar | por determinar               |
| 7  | "Burden of Proof"          | 7 de novembro de 2017  | 1.5/6                | 13.47                  | por determinar | por determinar             | por determinar | por determinar               |
| 8  | "Voices"                   | 14 de novembro de 2017 | 1.5/6                | 13.08                  | por determinar | por determinar             | por determinar | por determinar               |
| 9  | "Ready or Not"             | 21 de novembro de 2017 | 1.4/5                | 12.54                  | por determinar | por determinar             | por determinar | por determinar               |
| 10 | "Double Down"              | 12 de dezembro de 2017 | 1.4/5                | 12.58                  | por determinar | por determinar             | por determinar | por determinar               |